# Sybase Open 1999 - Qualificazioni doppio
Le qualificazioni del doppio  dello  Sybase Open 1999 sono state un torneo di tennis preliminare per accedere alla fase finale della manifestazione. I vincitori dell'ultimo turno sono entrati di diritto nel tabellone principale. In caso di ritiro di uno o più giocatori aventi diritto a questi sono subentrati i lucky loser, ossia i giocatori che hanno perso nell'ultimo turno ma che avevano una classifica più alta rispetto agli altri partecipanti che avevano comunque perso nel turno finale.
Le qualificazioni del doppio del torneo Sybase Open 1999 prevedevano 4 coppie partecipanti di cui una è entrata nel tabellone principale.

## Teste di serie
1. Doug Flach /  Paul Kilderry (ultimo turno)

1. Aleksandar Kitinov /  Nenad Zimonjić (Qualificati)

## Qualificati
1. Aleksandar Kitinov  /   Nenad Zimonjić

## Tabellone

### Legenda
| - Q = Qualificato - WC = Wild card - LL = Lucky loser | - ALT = Alternate - SE = Special Exempt - PR = Protected Ranking | - w/o = Walkover - r = Ritirato - d = Squalificato |

|  | Primo turno | Primo turno                       | Primo turno                       | Primo turno | Primo turno |  |  | Ultimo turno | Ultimo turno                      | Ultimo turno | Ultimo turno | Ultimo turno |  |
|  |             |                                   |                                   |             |             |  |  |              |                                   |              |              |              |  |
|  | 1           | Doug Flach Paul Kilderry          | Doug Flach Paul Kilderry          | 6           | 6           |  |  |              |                                   |              |              |              |  |
|  |             | Kent Kinnear Takao Suzuki         | Kent Kinnear Takao Suzuki         | 3           | 4           |  |  | 1            | Doug Flach Paul Kilderry          | 6            | 2            | 6            |  |
|  | 2           | Aleksandar Kitinov Nenad Zimonjić | Aleksandar Kitinov Nenad Zimonjić | 6           | 6           |  |  | 2            | Aleksandar Kitinov Nenad Zimonjić | 4            | 6            | 7            |  |
|  |             | Paul Goldstein Scott Humphries    | Paul Goldstein Scott Humphries    | 4           | 2           |  |  |              |                                   |              |              |              |  |